# 奈良県道51号天理環状線
奈良県道51号天理環状線（ならけんどう51ごう てんりかんじょうせん）は奈良県奈良市、大和郡山市、天理市、磯城郡にまたがって環状に通る主要地方道に指定された県道である。

## 概要
大阪府道15号八尾茨木線や徳島県道29号徳島環状線と同様に重複区間や交差点が多く、トレースが難しい。重複区間および周辺の項目は窪之庄交差点から反時計回りの順で記す。

### 路線データ
- 起終点：天理市富堂町[1]

## 歴史
- 1972年（昭和47年） - 奈良県が一般県道天理環状線を認定。
- 1993年（平成5年）5月11日 - 建設省（現・国土交通省）が県道天理環状線を主要地方道に指定[1]。
- 1994年（平成6年）4月1日 - 奈良県が整理番号を「248」から「51」へ変更。

## 路線状況

### 重複区間
- 奈良県道187号福住上三橋線（窪之庄交差点 - 上三橋交差点）
- 奈良県道36号天理王寺線（天理市備前町）
- 奈良県道196号柳本田原本線（天理市武蔵町内 - 上長岡交差点）
- 国道169号（上長岡交差点 - 大和神社前交差点）
- 奈良県道192号福住横田線（天理東インター北交差点・天理インター北交差点）
- 国道169号（窪之庄南交差点・窪之庄交差点）

## 地理

### 通過する自治体
- 奈良県
  - 天理市 - 大和郡山市 - 奈良市 - 磯城郡田原本町

### 交差する道路
| 交差する道路                                        | 交差する場所 | 交差する場所 | 交差する場所 | 交差する場所         | 備考                                     |
| --------------------------------------------------- | ------------ | ------------ | ------------ | -------------------- | ---------------------------------------- |
| 国道25号                                            | 奈良県       | 天理市       | 天理市       | 富堂町               |                                          |
| 奈良県道192号福住横田線                             | 奈良県       | 天理市       | 天理市       | （櫟本町）           |                                          |
| 奈良県道754号木津横田線                             | 奈良県       | 大和郡山市   | 大和郡山市   | （上三橋町）         |                                          |
| 国道169号 奈良県道187号福住上三橋線                 | 奈良県       | 奈良市       | 奈良市       | （田中町）           |                                          |
| 国道169号 奈良県道187号福住上三橋線                 | 奈良県       | 奈良市       | 奈良市       | 窪之庄南             |                                          |
| 奈良県道192号福住横田線                             | 奈良県       | 天理市       | 天理市       | （櫟本町）           |                                          |
| 西名阪自動車道天理IC 国道25号（名阪国道） 国道169号 | 奈良県       | 天理市       | 天理市       | 天理インターチェンジ | ※ここから天理市櫟本町まで国道169号と重複 |
| 国道169号                                           | 奈良県       | 天理市       | 天理市       | （櫟本町）           |                                          |
| 奈良県道192号福住横田線                             | 奈良県       | 天理市       | 天理市       | （岩屋町）           |                                          |
| 国道25号（名阪国道）                                | 奈良県       | 天理市       | 天理市       | 天理東IC             |                                          |
| 国道25号                                            | 奈良県       | 天理市       | 天理市       | なら歴史芸術文化村前 |                                          |
| 奈良県道267号横川三昧田線                           | 奈良県       | 天理市       | 天理市       | （佐保庄町）         |                                          |
| 国道169号                                           | 奈良県       | 天理市       | 天理市       | 大和神社前           | ※ここから天理市柳本町まで国道169号と重複 |
| 国道169号                                           | 奈良県       | 天理市       | 天理市       | （柳本町）           |                                          |
| 奈良県道196号柳本田原本線                           | 奈良県       | 天理市       | 天理市       | （武蔵町）           |                                          |
| 奈良県道36号天理王寺線                              | 奈良県       | 天理市       | 天理市       | （備前町）           | ※ここから天理市九条町まで県道36号と重複  |
| 奈良県道36号天理王寺線                              | 奈良県       | 天理市       | 天理市       | （九条町）           |                                          |
| 国道25号                                            | 奈良県       | 天理市       | 天理市       | 富堂町               |                                          |

※ 交差する場所の括弧書きは地名、それ以外は交差点名で表示

### 沿線
- シャープ情報システム事業本部
- DMG森精機奈良工場
- 前栽駅
- 長柄運動公園
- 柳本駅
- 崇神天皇陵
- 櫛山古墳
- 手白香皇女衾田陵
- 西乗鞍古墳
- 天理大学
- 天理教教会本部
- 天理東IC
- 白川ダム
- なら歴史芸術文化村
- シャープ総合開発センター
- 天理IC
- 櫟本駅
- 帯解駅
- 帯解寺